# St. Marien (Gützkow)

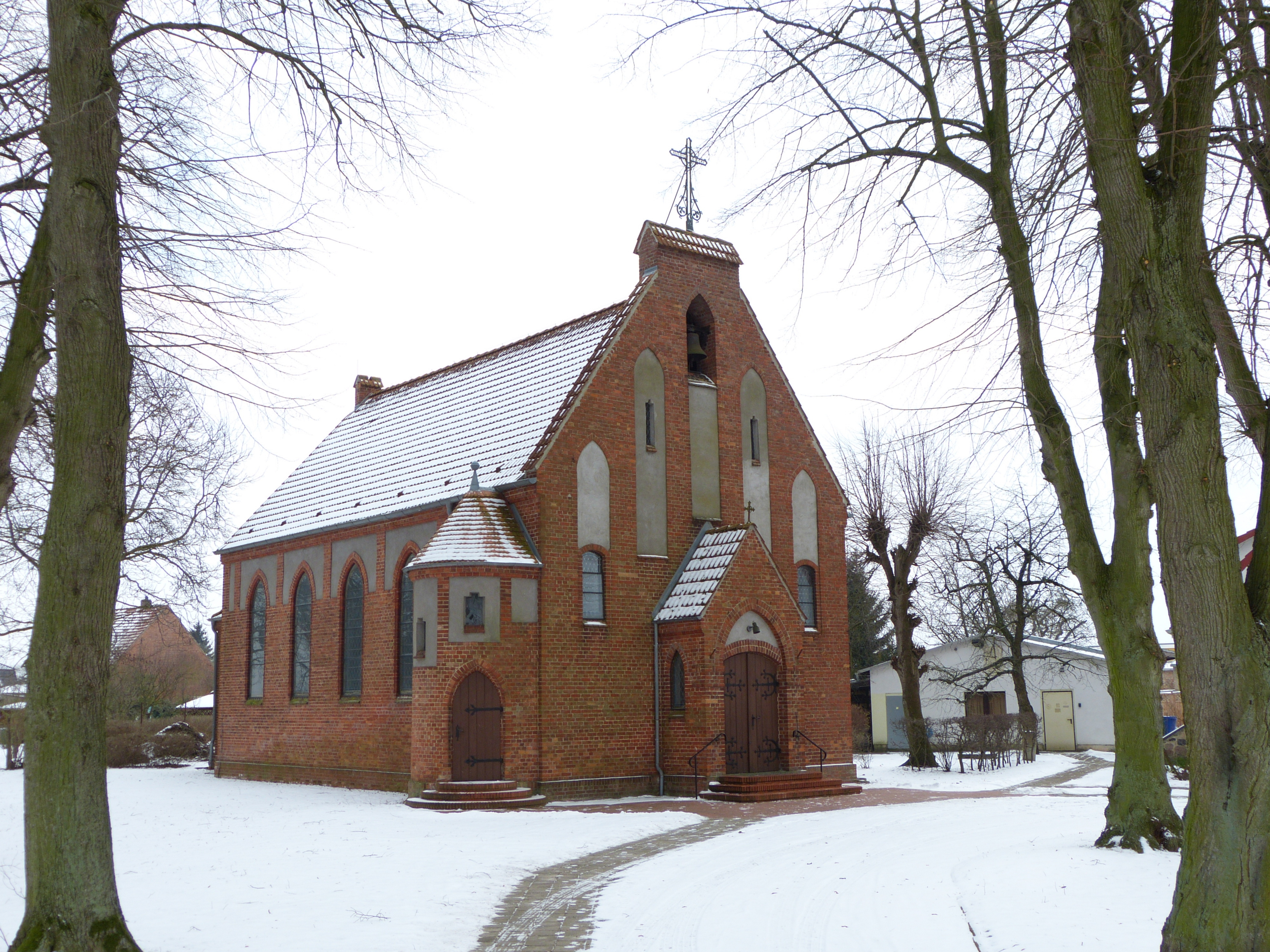
St. Marien

Die ehemals römisch-katholische Kirche St. Marien in Gützkow im Landkreis Vorpommern-Greifswald gehörte zum Dekanat Vorpommern im Erzbistum Berlin.
Die Marienkirche wurde 1910 auf Betreiben des Greifswalder Pfarrers Paul Jüttner für die polnischen Saisonarbeiter errichtet, die in der Erntezeit als Schnitter auf den umliegenden Gütern arbeiteten und den Bau mitfinanzierten, und am 23. Mai 1910 vom Pfarrer selbst benediziert. Die Kirche befand sich zur damaligen Zeit am östlichen Stadtrand von Gützkow. Die Pläne stammten vom Architekten Joseph K. Tietz aus Greifswald. Bis in die 1940er Jahre wurde meist einmal im Monat der Gottesdienst durch die Greifswalder Geistlichen gehalten.
Nach dem Zweiten Weltkrieg stieg die Zahl der Katholiken in Gützkow und Umgebung durch die Ansiedlung von Kriegsflüchtlingen und vor allem Heimatvertriebenen aus dem Sudetenland stark an. 1947 wurde eine Lokalie eingerichtet und ein örtlicher Geistlicher eingesetzt. Die Gemeinde, die 1953 rund 1000 katholische Gläubige zählte, wurde 1955 finanziell eigenständig. Seit 1985 ist die Gemeinde wieder ohne eigenen Geistlichen und seit 1999 gehört sie zur Greifswalder Mutterpfarrei St. Joseph. Bis zu seinem Tod 2020 lebte noch der Ruhestandspriester Franz Niepel im Pfarrhaus. Wegen geringer Anzahl an Gottesdienstbesuchern wurde die Kirche aufgegeben und wurde dann bis 2022 von der rumänisch-orthodoxen Gemeinde genutzt, eine geplante Verpachtung auf fünfzig Jahre kam aber nicht zustande. Anfang 2024 wurde die Kirche  schließlich zum Verkauf angeboten. Am 2. Oktober 2024 wurde die Kirche profaniert. Kirche und Grundstück wurden Ende 2024 an die Volkssolidarität verkauft und das Grundstück in Erbpacht gegeben.
Die Kirche ist ein rechteckiger Backsteinbau in gotisierenden Formen. Das Gebäude hat Spitzbogenfenster und einen eingezogenen niedrigen Chor. Die Giebel sind durch Blenden gegliedert. Am Westgiebel befindet sich ein Portalvorbau. Der ursprüngliche Glockenturm musste 1957 wegen Einsturzgefahr durch einen Giebelaufsatz ersetzt werden. An der nordwestlichen Ecke schließt sich ein runder Treppenturm zur Empore an. An der Südseite befindet sich ein kapellenartiger Anbau mit dem Taufbrunnen.